# Barrie (circonscription)
Pour les articles homonymes, voir Barrie (homonymie) et Barrie (circonscription provinciale).
Circonscription électorale fédérale du Canada
Barrie (anciennement Barrie—Simcoe—Bradford) est une ancienne circonscription électorale fédérale située en Ontario.

## Historique
La circonscription de Barrie—Simcoe a été créée en 1996 à partir de Simcoe-Centre et de York—Simcoe. Renommée Barrie—Simcoe—Bradford, la circonscription fut abolie en 2003 et redistribuée parmi Barrie, Simcoe—Grey et York—Simcoe.
En 1996, la circonscription de Barrie—Simcoe—Bradford comprenait:
- La cité de Barrie
- Les villes de Bradford West Gwillimbury et Innisfield

La circonscription de Barrie a été créée en 2003 avec une partie de la circonscription de Barrie—Simcoe—Bradford. Lors du redécoupage de 2012, la circonscription fut dissoute dans Barrie—Innisfil et Barrie—Springwater—Oro-Medonte.
La circonscription de Barrie était une petite circonscription englobant la ville de Barrie, située dans le comté Simcoe.
Les circonscriptions limitrophes étaient Simcoe—Grey, Simcoe-Nord et York—Simcoe.
Jusqu'au 13 mai 2015, la circonscription était représentée par le conservateur Patrick Brown, qui a démissionné à la suite de son élection à la tête du Parti progressiste-conservateur de l'Ontario.

## Députés
| Législature                                                     | Années    | Député | Député         | Parti   |
| --------------------------------------------------------------- | --------- | ------ | -------------- | ------- |
| Barrie—Simcoe—Bradford issue de Simcoe-Centre et de York—Simcoe |           |        |                |         |
| 36e                                                             | 1997–2000 |        | Aileen Carroll | Libéral |
| 37e                                                             | 2000–2004 |        | Aileen Carroll | Libéral |
| Redistribuée parmi Barrie, Simcoe—Grey et York—Simcoe           |           |        |                |         |

| Législature                                                          | Années    | Député | Député           | Parti        |
| -------------------------------------------------------------------- | --------- | ------ | ---------------- | ------------ |
| Barrie issue d'une partie de Barrie—Simcoe—Bradford                  |           |        |                  |              |
| 38e                                                                  | 2004–2006 |        | Aileen Carroll   | Libéral      |
| 39e                                                                  | 2006–2008 |        | Patrick W. Brown | Conservateur |
| 40e                                                                  | 2008–2011 |        | Patrick W. Brown | Conservateur |
| 41e                                                                  | 2011–2015 |        | Patrick W. Brown | Conservateur |
| Redistribuée parmi Barrie—Innisfil et Barrie—Springwater—Oro-Medonte |           |        |                  |              |

## Circonscription provinciale
Depuis les élections provinciales ontariennes du 4 octobre 2007, l'ensemble des circonscriptions provinciales et des circonscriptions fédérales sont identiques.